# Legge Amato
La legge 30 luglio 1990, n. 218 (conosciuta come legge Amato, dal nome del precedente ministro del tesoro Giuliano Amato  promotore e relatore del suddetto testo legislativo durante il successivo Governo Andreotti VI) è una legge  della Repubblica Italiana, recante disposizioni in materia di ristrutturazione e integrazione patrimoniale degli Istituti di credito di diritto pubblico. 

## Storia
Fino al 1990 il sistema bancario era largamente influenzato dal settore pubblico; esistevano, infatti, da una parte gli istituti di credito di diritto pubblico e dall'altra tre Banche di interesse nazionale (B.I.N.) che facevano capo all'IRI e quindi indirettamente allo Stato italiano: Banca Commerciale Italiana, Banco di Roma, Credito Italiano.
La legge, anche in vista della normativa Basilea I entrata in vigore nel 1990, era tesa a dare maggiore competitività alle banche italiane sui mercati nazionali ed internazionali in una visione europea e globale. Il modello di riferimento era quello della società per azioni, anche se le banche potevano scegliere la propria forma giuridica.
La legge abolisce di fatto la riforma bancaria voluta durante il fascismo con il Decreto Legge 12 marzo 1936 n 375 e la Legge 7 marzo 1938, n 141 con le quali si sanciva la specializzazione degli enti di credito, che dovevano scegliere se essere o commerciali o di investimento, e che separava le banche dalla imprese non bancarie: le banche non potevano assumere partecipazioni in imprese industriali e commerciali.

## Effetti sul sistema bancario
Tale legge ha permesso alle banche italiane che erano istituti di credito di diritto pubblico (Banco di Napoli, Monte dei Paschi di Siena, Istituto Bancario San Paolo di Torino, Banco di Sicilia, Banco di Sardegna, Banca Nazionale del Lavoro, Sicilcassa) di trasformarsi da una parte in società per azioni e dall'altra di generare delle fondazioni a cui sono state trasferite tutte quelle attività non tipiche dell'impresa.
La legge ha previsto per gli istituti bancari meridionali uno stanziamento di fondi in quanto la loro rivalutazione patrimoniale determinava un gap fra patrimonio contabile e patrimonio liquido; tale rifinanziamento è avvenuto solo in parte con modalità temporali diverse da quelle programmate inizialmente. Le fondazioni generate dalla legge Amato, contrariamente alle previsioni, hanno assunto nel tempo un notevole rilievo e restano in termini relativi i principali azionisti di molte banche italiane.
La legge, consente quindi operare contemporaneamente come imprese commerciali e di investimento e permette la partecipazione in imprese industriali e commerciali.